# Château de Houlbec
Ne doit pas être confondu avec Manoir d'Houlbec.
Le château de Houlbec est un ancien manoir fortifié, de nos jours en ruines, dont les vestiges se dressent sur l'ancienne commune française de Houlbec-près-le-Gros-Theil, au sein de la commune nouvelle des Monts du Roumois dans le département de l'Eure, en région Normandie.
Il est un témoignage du mode de vie de la noblesse haut-normande au XVIe siècle.

## Localisation
Le château se dresse à proximité de l'église Notre-Dame, soit au Nord du village, la rue de l'Église desservant les deux lieux. Il occupe une vaste parcelle cadastrale, le terrain se distinguant par la présence d'un arbre remarquable de très haute taille planté avant 1925. La zone alentour est marécageuse et constituée de parcelles agricoles. La rue des Maingottières s'étire dans l'axe de la grille de simple facture qui s'ouvre sur le domaine.

## Historique
Le manoir de Houlbec, presque aussi imposant que celui d'Harcourt, n'a pas échappé aux guerres de 1418-1419 (guerre de Cent Ans) d'autant qu'en 1418, il appartient à Jean VII d'Harcourt qui lutte vainement contre Thomas de Lancastre, duc de Clarence et y perd son château.
La bâtisse, dont la vocation est plutôt celle d'un manoir seigneurial, s'est transformée entre 1450 et 1515, notamment sous la direction d'un gentilhomme haut-normand, Jean Mazeline (ou Jean Masselin), seigneur d'Houlbec, détenteur d'un office royal, étant vicomte de Conches et de Breteuil (1498-1524). Cette initiative s'inscrit dans le mouvement de relèvement du royaume après les destructions occasionnées par les guerres.
Jean Mazeline acquiert la terre de Houlbec en 1494 et, confirmé dans sa charge de vicomte avec l'avènement au trône de Louis XII (mai 1498), commence alors la construction d'un nouveau logis. Il conserve l'ancien logis dans un premier temps, puis poursuit à partir de 1515 (avènement de François Ier) la construction du logis (extension dite de 1515). Le caractère défensif du manoir n'est plus une priorité, mais on trouve à Houlbec, comme à Saint-Mards-de-Fresne (manoir fortifié de la Motte), de petites canonnières au bas des tours. L'appareil militaire que l'on croit percevoir à la vue de la tour crénelée sur grosses consoles n'est qu'un pseudo-chemin de ronde (tel est aussi le cas du manoir d'Auffay). La demeure est isolée à l'intérieur du pourpris : la cour est bordée de fossés ou douves, distincte de la basse-cour. L'église de 1431 étant à faible distance du manoir, c'est ce bâtiment qui fait office de chapelle et de caveau funéraire seigneurial. Le cellier des tonneaux implique la présence d'un pressoir.
Passé les guerres de religion (dommages supposés causés par les Ligueurs en 1588, au même titre que les châteaux forts les plus proches : La Mésangère, Harcourt et Boissey-le-Châtel), un inventaire dressé en 1603 par la propriétaire laisse un état des lieux architectural typique, qui montre la disparition de la moitié de la construction, et une ouverture de la cour et de la façade retravaillée (avec fronton) donnant sur la rue. Le colombier et un possible puits ont disparu.

## Description
Le château actuel comporte deux parties : l'existant perceptible de nos jours ; l'autre partie, archéologique.
Quant à la motte castrale préexistante, elle est attestée en 1301 par suite d'un accord entre Jean III d'Harcourt et l'abbaye du Bec au terme duquel « les hommes du fief du Bosc sont obligés aux réparations de la « motte de Houllebec » ».
La continuité de l'occupation du site castral primitif explique la position du château primitif : le rez-de-chaussée est surélevé par un niveau semi-enterré de caves et de celliers, comme au manoir de Commanville à Cany-Barville, ancêtre des vides sanitaires des habitations modernes.
La partie archéologique est celle qui se trouve du côté de l'accès au domaine. Des fouilles menées en 1898 ont permis aux propriétaires de reconstituer un château de plan carré pourvu d'une tour ronde à chaque angle, dont ne subsistent que les tours Nord et Ouest et un unique corps de logis les reliant. 
Ce corps de logis, visible par la rue de l'Église, offre à l'œil du promeneur une façade au style Renaissance, essentiellement la partie de gauche, percée de deux fenêtres carrées par niveau, qui furent cruciformes. La façade de briques et pierre, sur deux niveaux plus combles, laisse transparaître une seconde époque, de modernisation suivant un style Louis XVI, sur la partie droite (une série de trois fenêtres par niveau) et le centre (1786). Le soubassement d'une troisième tour au milieu de la façade (accessible depuis la cave) supporte l'escalier en fer à cheval donnant accès à la porte d'entrée en façade avant. La façade arrière est en appareillage de calcaire et silex en bandeaux ; la disposition des fenêtres de différentes générations n'est de fait pas ordonnancée. Seul le logis donne accès aux différents étages des tours.
Le château, non compris les deux tours qui l'allongent de 12 mètres, offre 23,60 mètres de longueur. En façade arrière, une large porte avec moulure en accolade donne accès aux caves. Un ostevent ou tambour en bois en façade de l'entrée est supposé. La cuisine est identifiable par le manteau de sa cheminée qui occupe la largeur de la pièce, porté par deux gros piédroits.
En recul, la tour de gauche (tour Ouest) fait écrire à Léopold Pannier en 1865 une ressemblance avec celle du château de Fumichon. De 5,71 mètres de diamètre, la tour s'élève à 21 mètres. Elle est bâtie en pierre et est surmontée d'un toit en forme de poivrière soulignée de mâchicoulis ; son origine remonterait au règne de Philippe-Auguste († 1223).
La tour Nord, elle aussi en arrière plan (à droite sur les rares illustrations), est bâtie aussi en pierre et rehaussée de brique orange et silex, des briques noires vernissées formant des losanges dans la partie supérieure de la maçonnerie. La toiture, jadis en tuile, est transformée en ardoise (1787) et surmontée d'un épi en terre cuite vernissée. Sa hauteur est de 20 mètres.
La monographie de l'abbé Heullant fournit les croquis et autres détails des lieux dans leur configuration en 1900,.
La parcelle comporte en outre des vestiges tels que l'on peut la considérer tout entière comme un dépôt lapidaire à ciel ouvert.

## Propriétaires

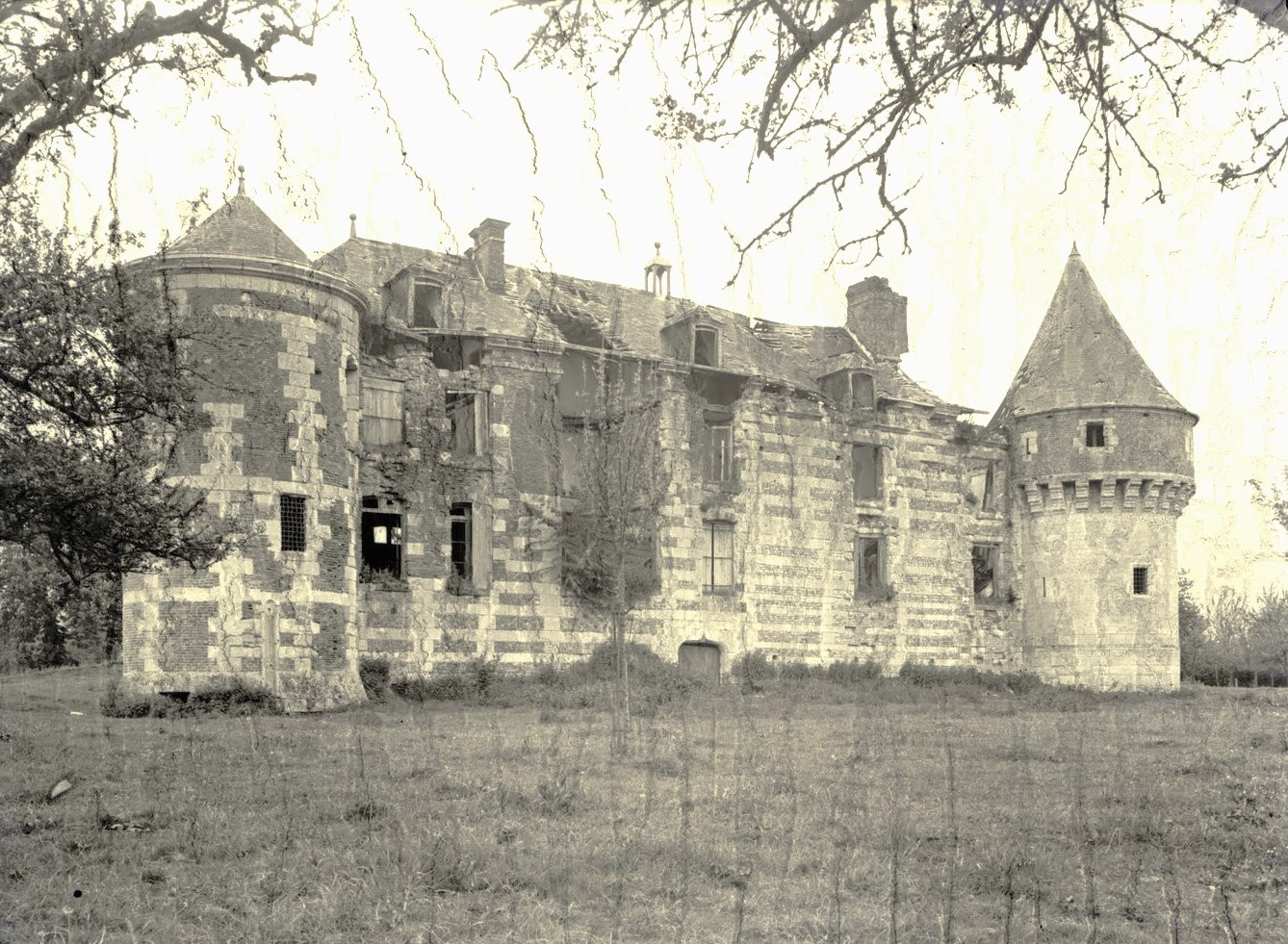
Cliché du château en 1938.

Avant la famille d'Harcourt, trois familles ont détenu le bien : maison de Rieux (1452), maison de Rohan (1464) et Mazeline (1494). On sait que Suzanne Du Val est maîtresse des lieux en 1603.  
À partir de 1562, la famille noble de Postis le fait moderniser, en dernier lieu en 1786, et lui donne son aspect définitif. Le château est demeuré aux mains de cette famille jusqu'au début du XXe siècle. Les travaux préparatoires de la commission des sites en novembre 1924 révèlent que M. Tumoine, habitant de Bosc-Bénard-Commin, est propriétaire des lieux.

## Dégradation subite
Le comte Adrien de Postis fait du château le siège de sa société d'édition de la revue Diex li Volt au tout début du XXe siècle. Dans L'Écho de France du 18 juillet 1919 paraît l'annonce de l'adjudication du domaine du Houlbec, comprenant un vieux manoir. En 1938, un cliché fait état de la présence de la toiture, mais le château est devenu inhabité. Toiture effondrée, laissé à l'abandon jusqu'en 2007-2008, il ne reste plus aujourd'hui que les deux caves voûtées du Moyen Âge qui soutiennent le corps de logis, et les deux tours du XVe siècle; la façade arrière s'est totalement effondrée à cause de la végétation qui s'est développée à l'intérieur du bâtiment. Le second niveau de la façade avant est dégradé.

## Site naturel classé

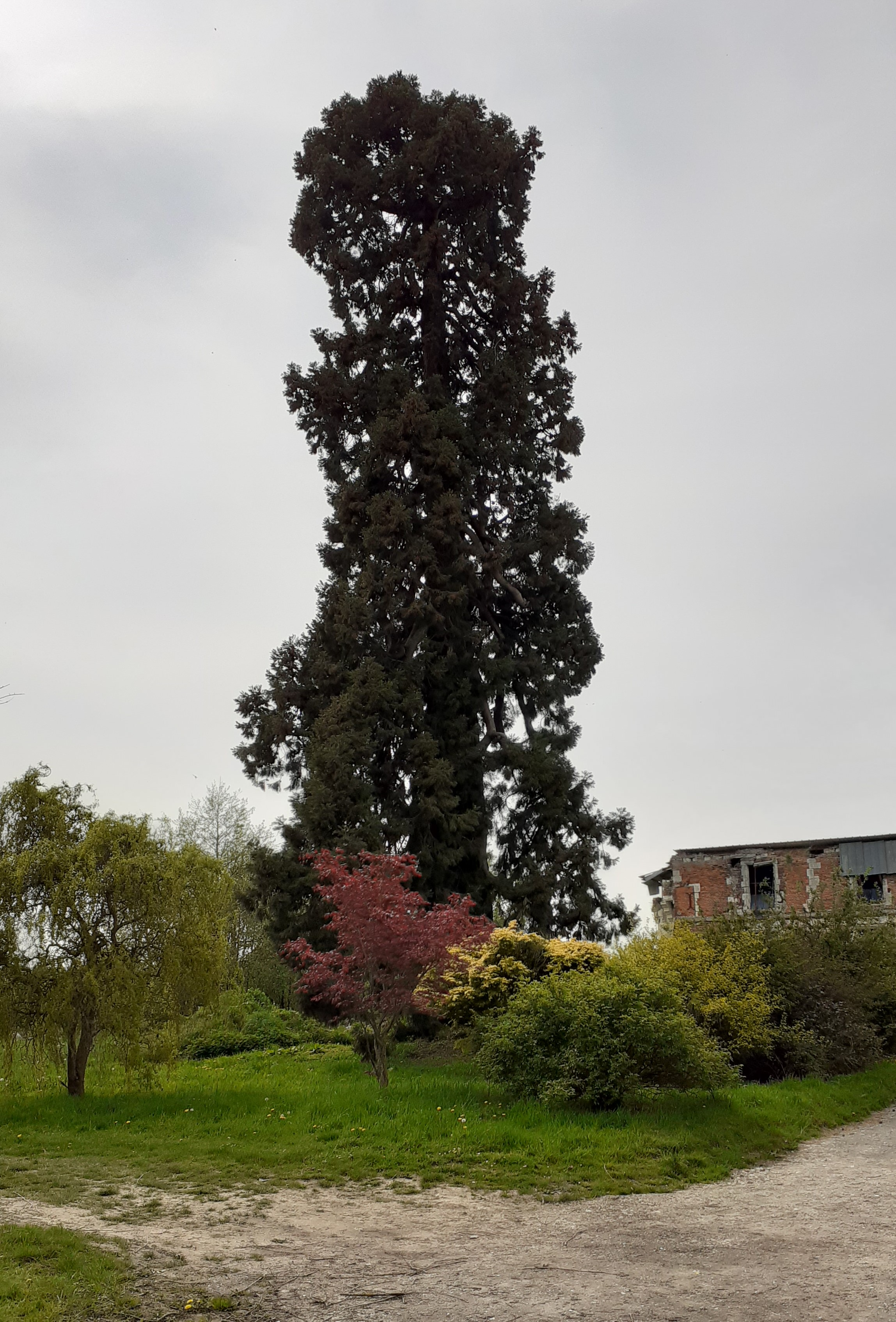
Cryptomeria japonica elegans dans le domaine du château.

L'ensemble est constitué en site naturel classé en 1925.
Le cryptoméria (cèdre du Japon) signalé en 1925 s'élève toujours à la gauche du château et constitue un arbre remarquable. Il pourrait cependant s'agir d'un Sequoiadendron giganteum (séquoia géant).

## Actualité
En 2008, un couple marié, Mathieu et Serafina Sapowicz,, s'engage, à l'horizon de 2024, dans la réhabilitation des ruines qu'il acquiert. Entre mai 2011 et septembre 2018, on constate depuis la rue que les cadres des fenêtres de droite sont rétablis ; quant aux tours, elles sont protégées des intempéries par une couverture en tôle ondulée. La végétation sauvage a été évacuée. En 2020, cependant, la propriété est aliénée à nouveau : un tailleur de pierre et sa famille investissent alors les lieux qu'ils peuvent décemment occuper en permanence à partir d'avril 2022,.